# Europa Versicherung
Die Europa-Versicherungs-Gruppe ist ein in Köln ansässiger Direktversicherer, zu dem die Gesellschaften Europa Lebensversicherung AG und Europa Versicherung AG gehören.

## Geschichte
Die Geschichte der Europa-Gesellschaften geht auf die Gründung der Europa Krankenversicherung AG im Jahr 1959 zurück. 1969 gründeten sich die Europa Lebensversicherung AG und 1976 die Europa Sachversicherung AG. Im Jahre 1983 erfolgte die Einbindung in den Continentale Versicherungsverbund. Im Jahre 2010 verschmolz die Europa Krankenversicherung AG mit der Europa Sachversicherung AG und ging somit in die Europa Versicherung AG auf.

## Produkte
Das Unternehmen bietet Produkte in den Bereichen Leben-, Altersvorsorge, Berufsunfähigkeit-, Unfall-, Haftpflicht-, Hausrat- Gebäude- und Kfz-Versicherungen an.